# Chérie (film)
Pour plus de détails, voir Fiche technique et Distribution.
Chérie est un film français réalisé par Louis Mercanton, sorti en 1930.

## Fiche technique
- Titre français : Chérie
- Réalisation : Louis Mercanton
- Scénario : Alice Duer Miller d'après sa pièce Come Out of the Kitchen, et Saint-Granier
- Photographie : René Guissart
- Musique : Sam Coslow
- Société de production : Paramount Pictures (France)
- Pays d'origine :  France
- Format : Noir et blanc - 35 mm - 1,37:1
- Genre : comédie
- Durée : 80 minutes
- Date de sortie : 24 décembre 1930

## Distribution
- Saint-Granier : Charles Dangerfield
- Marguerite Moreno : Mrs. Falkner
- Mona Goya : Olivia Dangerfield
- Jeanne Fusier-Gir : Mayme
- Georges Bever : Weeks
- Marc-Hély[1] : Mr. Burnstein
- Fernand Gravey : Burton
- Jacqueline Delubac : Cora Falkner
- Lucien Dayle

## Autour du film
Selon IMDB, Chérie a été tourné en quatre autres versions linguistiques :
- Honey, en anglais
- Salga de la cocina, en espagnol
- Jede Frau hat etwas, en allemand
- Kärlek måste vi ha, en suédois